# Михаил (Десницкий)
Митрополи́т Михаи́л (в миру Матфе́й Миха́йлович Десни́цкий; 8 [19] ноября 1761, Топорково, Московская губерния — 24 марта [5 апреля] 1821 или 6 мая 1821, Санкт-Петербург) — епископ Русской православной церкви; с 7 апреля (26 марта) 1818 года — на Санкт-Петербургской кафедре в сане митрополита, первенствующий член Святейшего правительствующего синода. Богослов и проповедник, автор ряда богословских сочинений; член Академии Российской (1802).

## Биография
Родился 8 (19) ноября 1761 года в селе Топорково в семье сельского пономаря; в день своего крещения лишился отца. При поддержке митрополита Московского Платона (Левшина) окончил Троицкую семинарию (в Троице-Сергиевой лавре). С 1782 г. продолжал свое образование во вновь открытой в Московской филологической семинарии, слушал курс в Московском университете и изучал богословские науки в Московской академии.
В 1785 году хиротонисан во иерея к церкви Иоанна Воина в Москве.
В 1796 году переведён в Большую церковь Зимнего дворца.
В 1799 году принял монашеский постриг и назначен придворным иеромонахом. 6 декабря того же года — архимандрит Юрьева монастыря и законоучитель в 1-м Кадетском корпусе.
20 июня 1802 года хиротонисан во епископа Старорусского, викария Новгородской епархии.
17 июня 1803 года награждён орденом Святой Анны 1-й степени.
18 декабря 1803 года переведён епископом Черниговским и Нежинским.
18 ноября 1806 года — архиепископ.
В 1813 году вызван в Санкт-Петербург; с 30 августа 1814 — член Святейшего Синода и Комиссии духовных училищ.
С 15 февраля 1815 года по 7 февраля 1816 года управлял Псковской епархией, оставаясь архиепископом Черниговским.
С 16 июля 1816 года — член Совета Императорского Человеколюбивого общества; также, член Библейского общества, в каковом качестве участвовал в редактировании перевода на русский язык книг Священного Писания.
С 26 марта 1818 года, по удалении в Новгород впавшего в опалу митрополита Амвросия (Подобедова), — митрополит Санкт-Петербургский, Эстляндский и Финляндский, священноархимандрит Александро-Невской лавры; по кончине того, с 25 июня того же года — одновременно и митрополит Новгородский (полный титул — митрополит Новгородский, Санкт-Петербургский, Эстляндский и Финляндский).
30 (18) августа 1818 года — освятил домовой храм апп. Петра и Павла в госпитале на Б. Сампсониевском пр., д. 1.
7  сентября (26  августа) 1819 года — освятил церковь св. Двенадцати Апостолов в новопостроенном здании Санкт-Петербургской духовной академии.
Как и ряд иных иерархов той эпохи, находился в конфликте с влиятельным министром духовных дел и народного просвещения князем А. Н. Голицыным, насаждавшим идеи христианского универсализма; незадолго до своей кончины жаловался на него императору Александру I.
Скончался 24 марта 1821 года. Чин погребения его 29 марта в Александро-Невской лавре возглавил митрополит Грузинский Варлаам (Эристов) (тогда на покое, присутствующий в Синоде); похоронен был «в новостроющейся церкви, заложенной им самим во имя Святаго Духа, и на том месте, над коим назначено быть жертвеннику».
Принадлежал к обществу «Теоретического градуса и внутреннего розенкрейцерского ордена».

## Труды

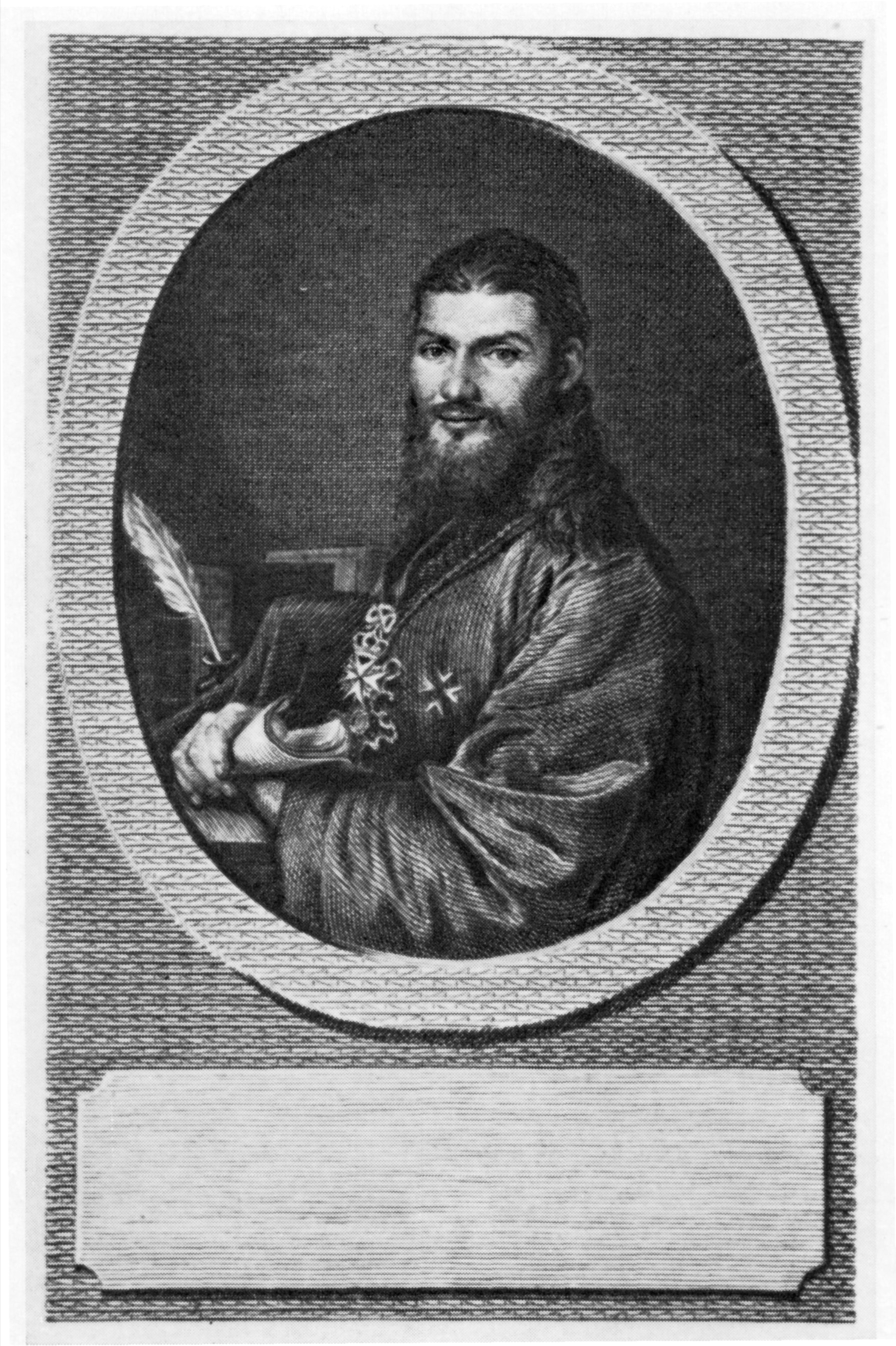

- Пространное катехизическое учение в 3-х частях.
- Проповеди на воскресные и праздничные дни и на особые случаи, изд. в 6-ти частях.
- Беседы, не приуроченные к известному времени, в 3-х томах.
- Труд, пища и покой человеческого духа (проповеди о разных предметах христианской веры и нравственности), в семи книгах. Книга первая. Книга вторая. Книга третья. Книга четвёртая. Книга пятая. Книга шестая. Книга седьмая.
- Изображение ветхого, внешнего, плотского и нового духовного человека. Часть 1. Часть 2.
- Беседы в разных местах и в разные времена говоренные Том 1. Том 2. Том 3. Том 4. Том 5. Том 6. Том 7. Том 8. Том 9. Том 10.
- Беседы о покаянии, или Изъяснение пятидесятого псалма в шести поучениях предложенное
- Пастырские наставления, как простолюдинам молиться Богу, в кратких беседах предложенные
- Беседы о воскресении мертвых
- Плач человека христианина над духовным пленением Израиля, над разорением внутреннего Иерусалима, над опустошением живого храма Божия.
- Беседы, объясняющие церковное богослужение для простого народа (неизданный труд).